# Günther von Bernstorff
Christian Günther Graf von Bernstorff (* 14. Mai 1864 in Hannover; † 10. April 1937 in Gartow) war ein deutscher Verwaltungsjurist, Gutsbesitzer und Abgeordneter.

## Leben

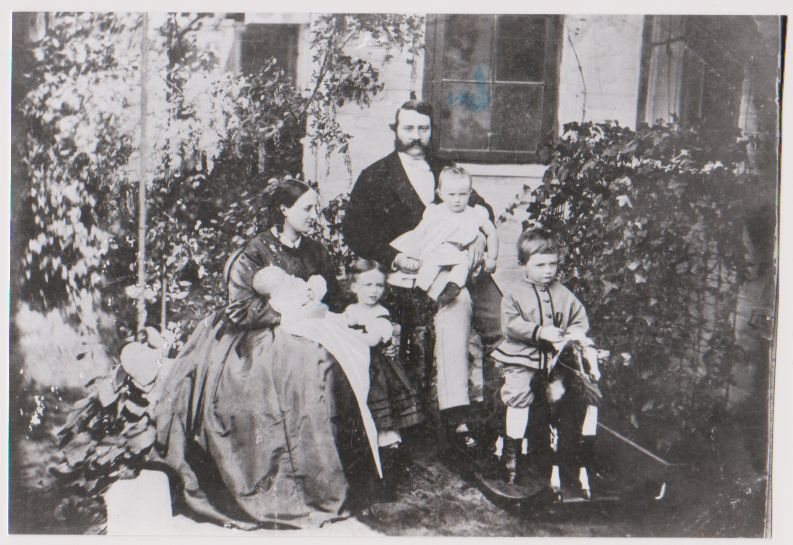
Familienbild 1869; Günther auf dem Schaukelpferd

Günther von Bernstorff entstammte der auf Gartow ansässigen lüneburgischen Linie des ursprünglich mecklenburgischen Uradelsgeschlechts der von Bernstorff mit dem gleichnamigen Stammhaus in Bernstorf südwestlich von Grevesmühlen im heutigen Landkreis Nordwestmecklenburg. Er war der älteste Sohn von Christian Joachim Hugo von Bernstorff (1834–1901) und dessen Frau Adelheid, geborene Freiin von dem Bussche-Ippenburg (1837–1900). Bechtold von Bernstorff war sein Großvater, Berthold von Bernstorff sein Onkel und Georg Ernst von Bernstorff sein Cousin. Er wurde in Hannover geboren, wo seine Mutter Hofdame bei Königin Marie von Hannover war. Nach der Annexion Hannovers durch Preußen zog die welfisch gesinnte Familie nach Mecklenburg. 1868 erhielt sein Vater die Güter Wahrstorf im Amt Grevesmühlen und Ventschow im Amt Mecklenburg. Von 1870 bis 1882 wohnte die Familie von Bernstorff im Amtshaus des Klosterhauptmanns im Kloster Dobbertin. 1890 wurde sein Vater Fideikommissherr von Gartow.
Günther besuchte das Katharineum zu Lübeck bis zum Abitur Ostern 1883 und studierte Rechtswissenschaften an den Universitäten Erlangen, Lausanne, Leipzig und ab 1885 Rostock.
Nach seinem Examen trat er in den Verwaltungsdienst des Großherzogtums Mecklenburg-Schwerin ein und war als Amtsverwalter tätig. 1896 heiratete er Anna Eleonore von Hohnhorst (1896–1935), eine Schwester von Günther von Hohnhorst und Ernst von Hohnhorst. Er verließ den Verwaltungsdienst und trat in das Großherzoglich Mecklenburgische Grenadier-Regiment Nr. 89 ein, wo er zuletzt Oberleutnant war.

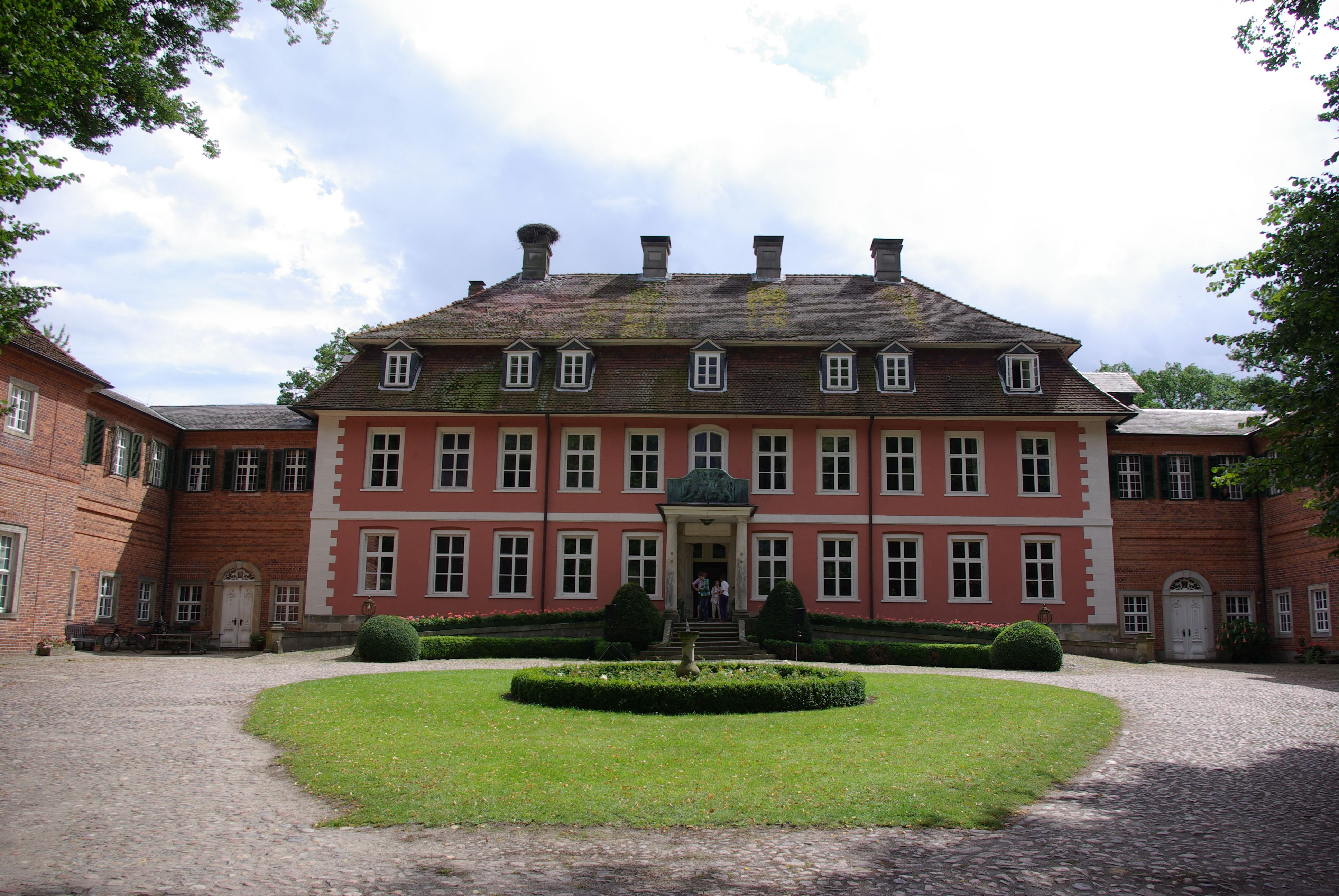
Herrenhaus Gartow

1901 nahm er seine Entlassung aus dem Militärdienst. Durch den Tod seines Vaters war er nun der achte (und letzte) Inhaber des Familienfideikommiss Gartow mit 7.281 Hektar Fläche. Der Gartower Forst (Gartower Tannen) gilt als das größte zusammenhängende Privatwaldgebiet Deutschlands. Ab 1922 sollte, den gesetzlichen Bestimmungen der Weimarer Republik zur Auflösung der Fideikommisse entsprechend, durch Familienschluss der Fideikommiss in eine Waldgutstiftung umgewandelt werden. Dies führte zu einem Streit mit dem jüngeren Bruder Gottlieb, der die Stiftungsidee ablehnte. Da Günther von Bernstorff kinderlos war, war Gottlieb der nächste Erbe. Erst 1932 konnte eine tragbare Lösung gefunden werden, die 1934 bestätigt wurde und den Familienfideikommiss zugunsten von Gottlieb von Bernstorff und seinen Nachkommen auflöste. Günther von Bernstorff erhielt das Recht, das gesamte Vermögen bis zu seinem Tod zu verwalten und zu nutzen, sowie das kleine Gut Gummern als Eigentum.
Von 1915 bis zum September 1919 vertrat er den Wahlbezirk Lüchow im Provinziallandtag der Provinz Hannover. Danach wurde er Landschaftsrat der Landschaft des vormaligen Fürstentums Lüneburg. Bernstorff war Rechtsritter des Johanniterordens.